# Santolina chamaecyparissus
La crespolina di Marchi (nome scientifico  Santolina chamaecyparissus  L., 1753) è una specie di pianta angiosperma dicotiledone della famiglia delle Asteraceae (sottofamiglia Asteroideae, tribù Anthemideae (Mediterranean clade) e sottotribù Santolininae).

## Etimologia
Il nome del genere (Santolina) deriva da due parole latine "sanctus" (= sacro) e "linum" (= lino). L'epiteto specifico (chamaecyparissus) deriva da due parole greche "chamae" (= falso) e "cyparissus" (= cipresso).
Il nome scientifico della specie è stato definito dal botanico Carl Linnaeus (1707-1778) nella pubblicazione " Species Plantarum" ( Sp. Pl. 2: 842) del 1753 .

## Descrizione

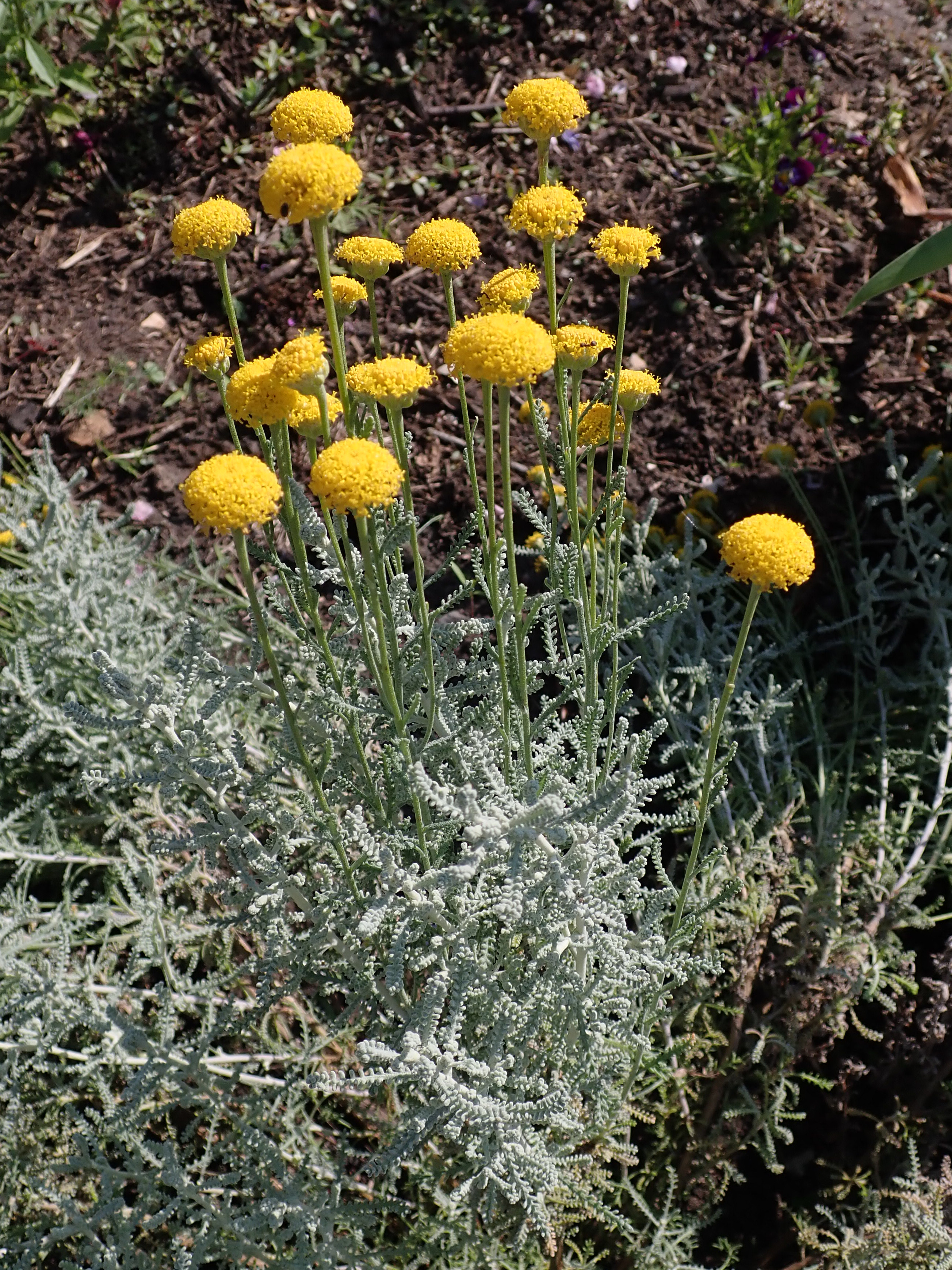
Il portamento

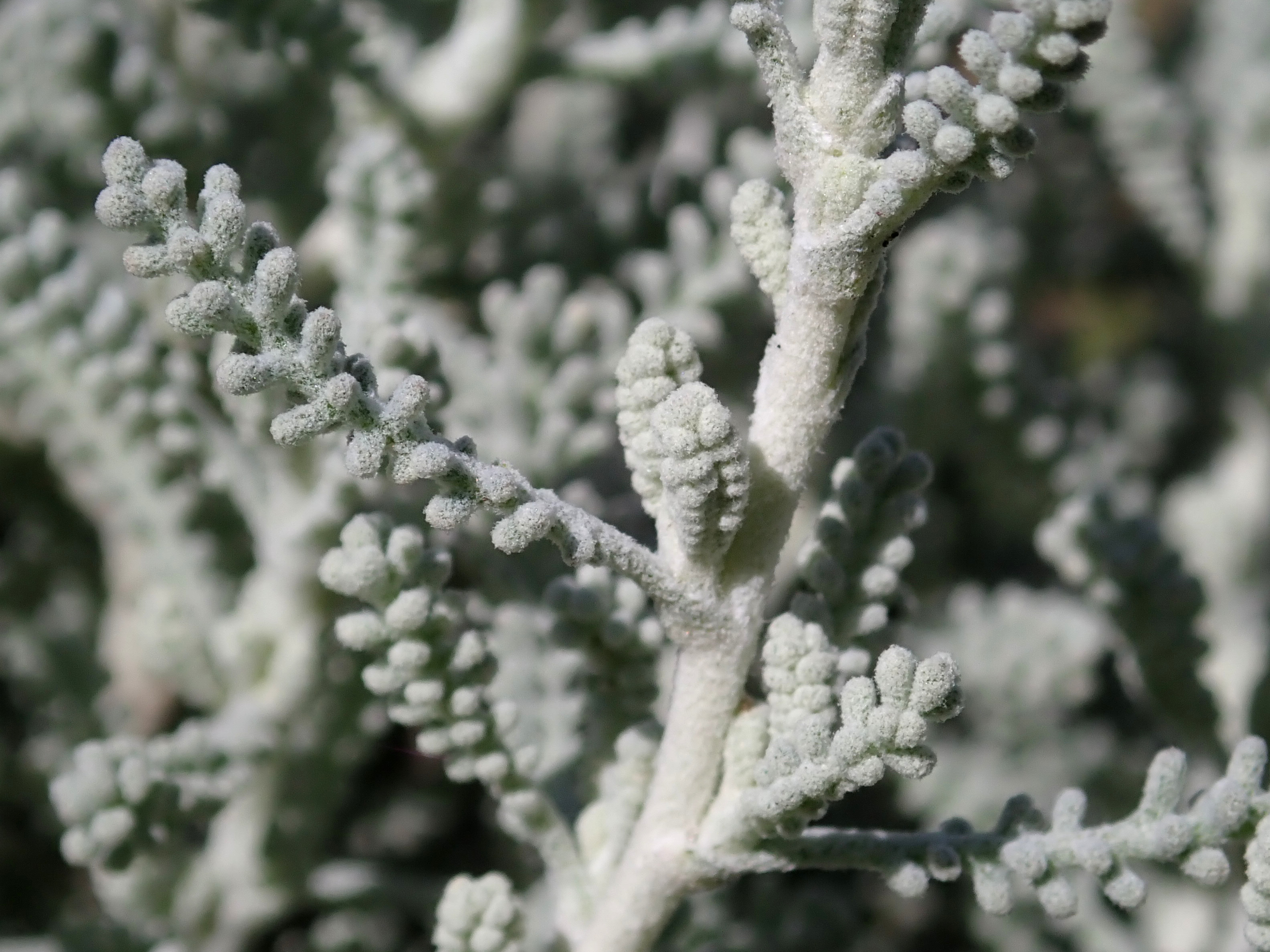
Le foglie

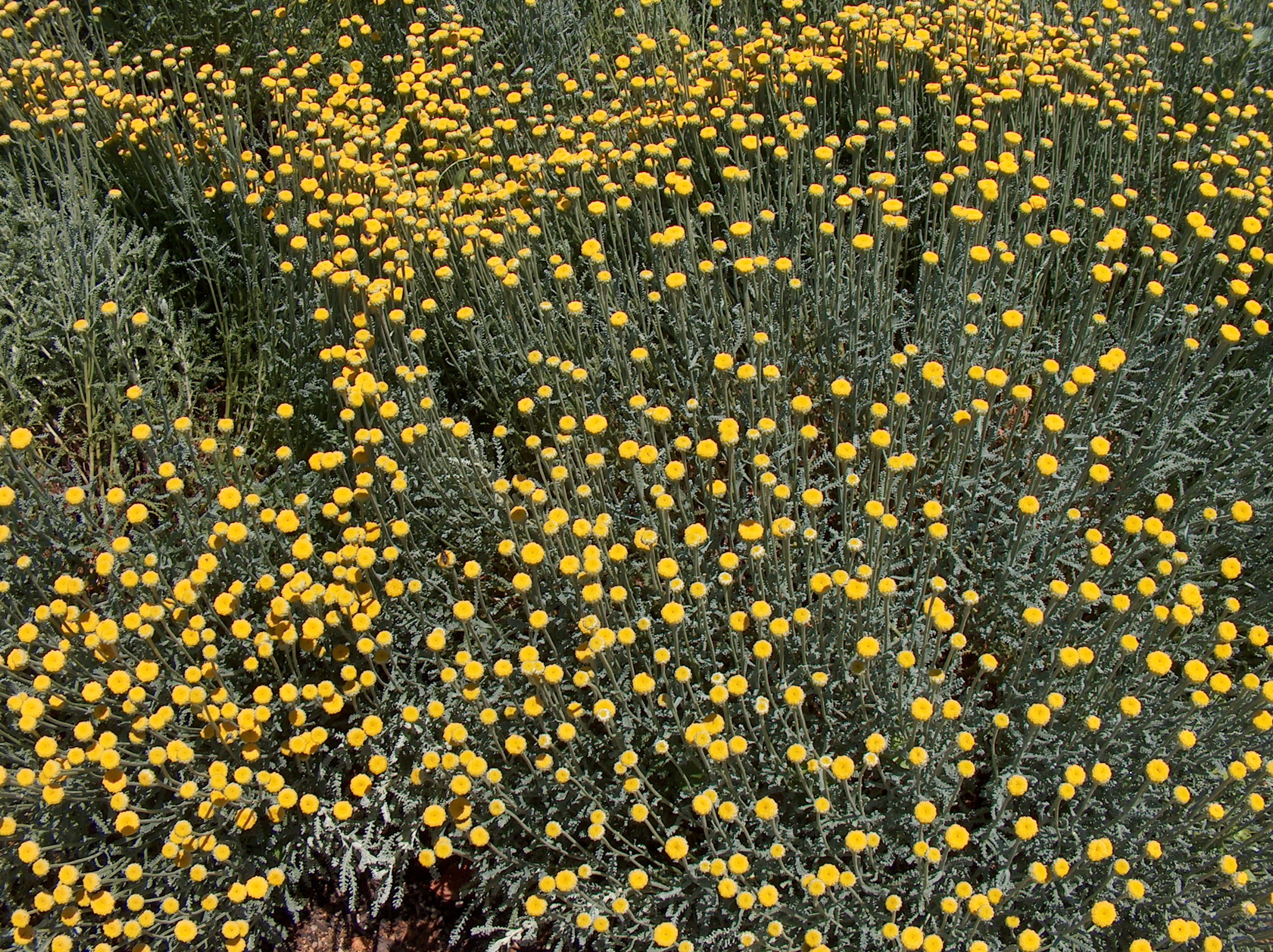
Infiorescenza

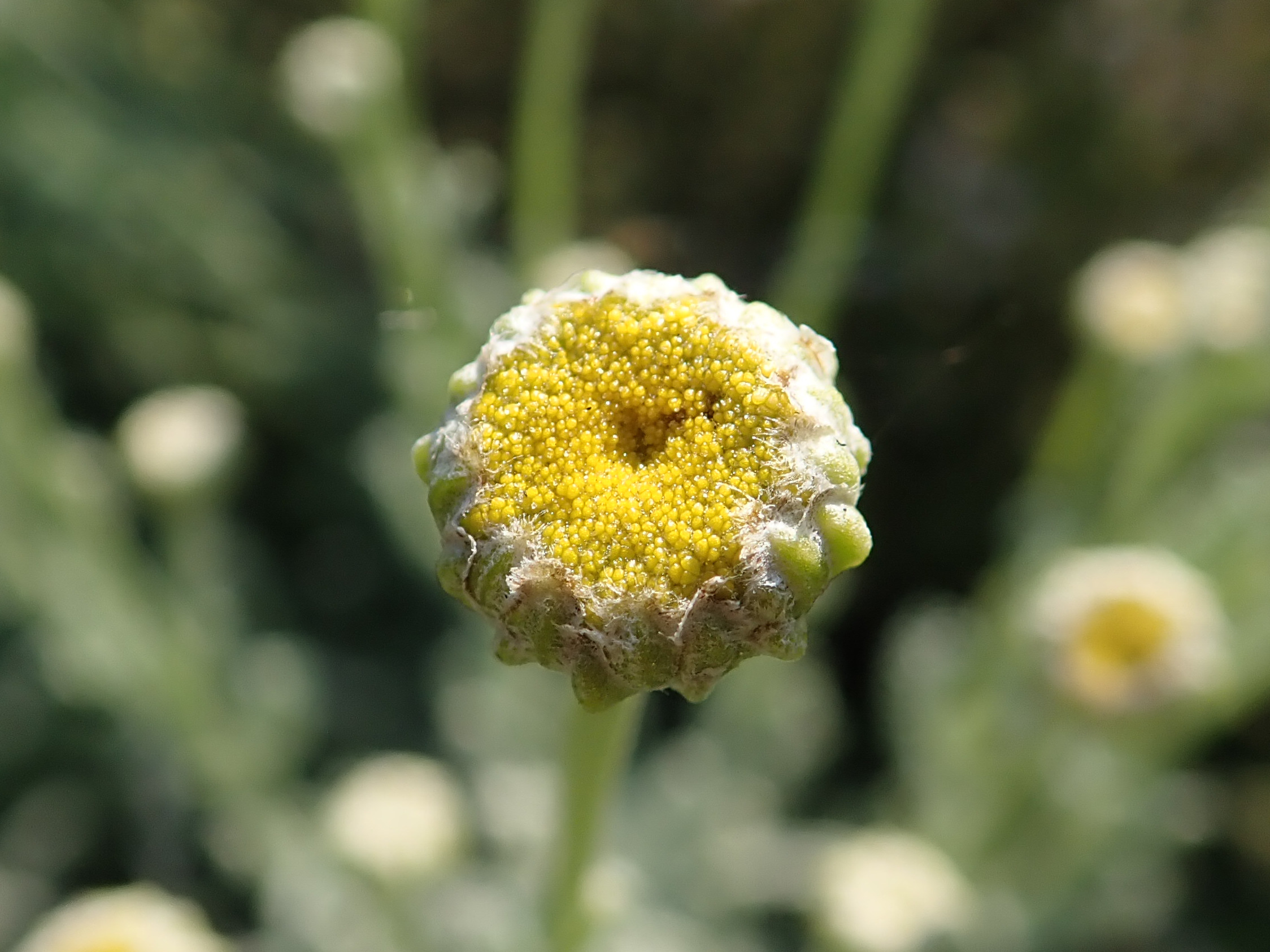
I fiori

Portamento. Le specie di questo genere sono delle erbe perenni arbustive (fruttice cespuglioso-ramoso). Nell'indumento di queste piante possono essere presenti peli di tipo basifisso. La forma biologica è nano-fanerofita (NP), in genere sono piante perenni e legnose, con gemme svernanti poste ad un'altezza dal suolo tra i 30 cm e i 2 metri.
Fusto. La parte aerea in genere è eretta con rami robusti e allungati. Le superfici sono spesso da tomentose a lanose. Altezza media:10-60 cm.
Foglie. Le foglie lungo il caule in genere sono disposte in modo alterno di tipo uno-pennatolobate. Quelle inferiori sono lunghe 2-4 cm, quelle superiori sono più brevi (1-2 cm). Le foglie terminano con brevi lacinie di 0,5-1 mm. Il picciolo è breve e appiattito. Dimensione delle foglie: 10-20 x 1-3 mm. Lunghezza dei peduncoli: 3-6 cm.
Infiorescenza. Le sinflorescenze sono formate da capolini o solitari o raccolti in modo corimboso. Le infiorescenze vere e proprie sono composte da un capolino terminale peduncolato di tipo discoide. I capolini sono formati da un involucro, con forme emisferiche, composto da diverse brattee, al cui interno un ricettacolo fa da base ai fiori di due tipi: fiori del raggio (qui assenti) e fiori del disco. Le brattee, da piatte a carenate, a consistenza tomentosa-farinosa, con forme da lanceolate a ellittiche, con margini lacero-scariosi, sono disposte in modo più o meno embricato su 3-4 serie. Il ricettacolo, emisferico, è provvisto di pagliette avvolgenti la base dei fiori. Le pagliette del ricettacolo sono piatte o leggermente canalicolate con condotti resinosi centrali. Diametro dei capolini: 8-12 cm.
Fiori.  I fiori sono tetra-ciclici (formati cioè da 4 verticilli: calice – corolla – androceo – gineceo) e pentameri (calice e corolla formati da 5 elementi). Si distinguono in:
- fiori del raggio (esterni): sono assenti;
- fiori del disco (centrali): sono numerosi (oltre 200) con forme brevemente tubulose (attinomorfe); sono ermafroditi e fertili (alcuni fiori sono sterili).

- Formula fiorale:

*/x K {\displaystyle \infty }, [C (5), A (5)], G 2 (infero), achenio
- Calice: i sepali del calice sono ridotti ad una coroncina di squame.

- Corolla: (solo fiori del disco) la forma è tubulare bruscamente divaricata in 5 lobi; i lobi, patenti o eretti, hanno una forma più o meno lanceolata/ovata; il colore in genere è giallo o bianco. Alla base la corolla è saccata. Lunghezza della corolla: 3-4 mm.

- Androceo: l'androceo è formato da 5 stami (alternati ai lobi della corolla) sorretti da filamenti generalmente liberi con collare filamentare a forma di balaustra. Gli stami sono connati e formano un manicotto circondante lo stilo. Le antere possono essere sia di tipo basifissa che medifissa (ossia attaccate al filamento per la base – nel primo caso; oppure in un punto intermedio – nel secondo caso).[13] Questa caratteristica ha valore tassonomico in quanto distingue i generi gli uni dagli altri. Il tessuto endoteciale (rivestimento interno dell'antera) non è polarizzato. Il polline è sferico con un diametro medio di circa 25 micron;  è tricolporato (con tre aperture sia di tipo a fessura che tipo isodiametrica o poro) ed è echinato (con punte sporgenti).

- Gineceo: l'ovario è infero uniloculare formato da 2 carpelli. Lo stilo (il recettore del polline) è profondamente bifido (con due stigmi divergenti) e con le linee stigmatiche marginali separate o contigue. I due bracci dello stilo hanno una forma troncata e possono essere papillosi o ricoperti da ciuffi di peli.

Frutti. I frutti sono degli acheni, senza pappo, con un pericarpo sottile. La forma degli acheni è obconica con sezione rotonda o talvolta dorsoventralmente piatta; ai lati sono percorsi da 3-5 angolature longitudinali. L'apice è marginalmente arrotondato. Il pericarpo non sempre è provvisto di cellule mucillaginifere (le sacche di resina sono assenti). Lunghezza degli acheni: 2,5-3 mm.

## Biologia
Impollinazione: tramite insetti (impollinazione entomogama tramite farfalle diurne e notturne).

Riproduzione: la fecondazione avviene fondamentalmente tramite l'impollinazione dei fiori.

Dispersione: i semi cadono a terra e vengono dispersi soprattutto da insetti come formiche (disseminazione mirmecoria). Un altro tipo di dispersione è zoocoria: gli uncini delle brattee dell'involucro (se presenti) si agganciano ai peli degli animali di passaggio che portano così i semi anche su lunghe distanze. Inoltre per merito del pappo (se presente) il vento può trasportare i semi anche per alcuni chilometri (disseminazione anemocora).

## Distribuzione e habitat

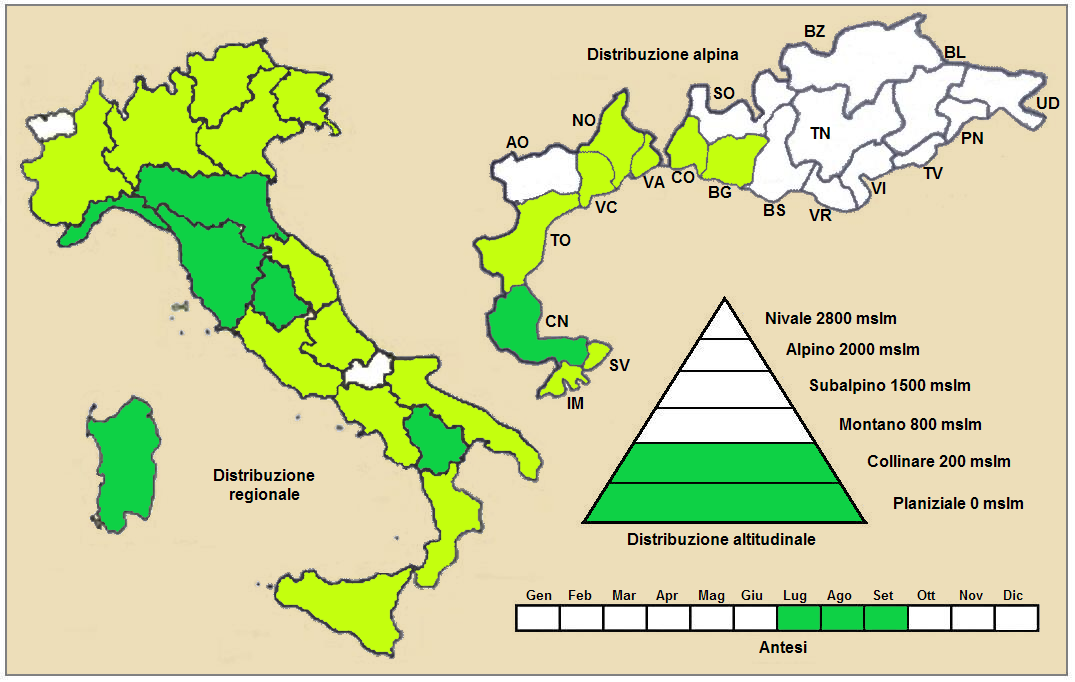
Distribuzione della pianta (Distribuzione regionale – Distribuzione alpina)

Geoelemento: il tipo corologico (area di origine) è  Mediterraneo.

Distribuzione: in Italia questa specie si trova in modo discontinuo su tutta la Penisola; nelle Alpi è presente nel Piemonte. Fuori dall'Italia, sempre nelle Alpi, questa specie si trova in Francia. Sugli altri rilievi collegati alle Alpi è presente nei Pirenei. Altrove si trova nella Penisola Balcanica.

Habitat: l'habitat tipico per queste piante sono i giardini coltivati (raramente è subspontanea). Il substrato preferito è calcareo ma anche calcareo/siliceo con pH basico, bassi valori nutrizionali del terreno che deve essere arido. 

Distribuzione altitudinale: sui rilievi alpini, in Italia, queste piante i seguenti piani vegetazionali: collinare (oltre a quello planiziale). 

## Fitosociologia
Dal punto di vista fitosociologico alpino la specie di questa voce appartiene alla seguente comunità vegetale:
Formazione: comunità delle lande di arbusti nani e delle torbiere
Classe: Rosmarinetea'

## Sistematica
La famiglia di appartenenza di questa voce (Asteraceae o Compositae, nomen conservandum) probabilmente originaria del Sud America, è la più numerosa del mondo vegetale, comprende oltre 23.000 specie distribuite su 1.535 generi, oppure 22.750 specie e 1.530 generi secondo altre fonti (una delle checklist più aggiornata elenca fino a 1.679 generi). La famiglia attualmente (2021) è divisa in 16 sottofamiglie; la sottofamiglia Asteroideae è una di queste e rappresenta l'evoluzione più recente di tutta la famiglia.

### Filogenesi
Il gruppo di questa voce è descritto nella tribù Anthemideae, una delle 21 tribù della sottofamiglia Asteroideae). In base alle ultime ricerche nella tribù sono stati individuati (provvisoriamente) 4 principali lignaggi (o cladi): "Southern hemisphere grade", "Asian-southern African grade", "Eurasian grade" e "Mediterranean clade". Il genere  Santolina  (insieme alla sottotribù Santolininae  ) è incluso nel Mediterranean clade..
Nella pubblicazione "Flora d'Italia" le specie di Santolina della flora spontanea italiana sono suddivise in cinque gruppi. La specie di questa voce appartiene al gruppo caratterizzato da fiori gialli, dalla pubescenza cinerina e da capolini a forma emisferica. Nella pubblicazione citata questa specie è indicata con il nome scientifico di S. marchii Arrigoni , considerato sinonimo di S. chamaecyparissus. Per Sandro Pignatti la specie S. chamaecyparissus, come è descritta da Linneo, risulta di difficile attribuzione.
I caratteri distintivi della specie  Santolina chamaecyparissus sono:
- il portamento è cinerino-tomentoso;
- le squame interne dell'infiorescenza sono debolmente carenate, arrotondate e lanose all'apice;
- il tubo corollino dei fiori è poco dilatato all'apice.

Il numero cromosomico delle specie di questa voce è: 2n = 18; 2n = 45. 

### Sinonimi
Sono elencati alcuni sinonimi per questa entità:
- Achillea chamaecyparissus (L.) Rchb.f.
- Santolina cupressiformis  Lam..
- Santolina pallida  Salisb.
- Santolina marchii Arrigoni